# Diocesi di Cornélio Procópio
La diocesi di Cornélio Procópio (in latino: Dioecesis Procopiensis) è una sede della Chiesa cattolica in Brasile suffraganea dell'arcidiocesi di Londrina. Nel 2021 contava 139.950 battezzati su 193.370 abitanti. È retta dal vescovo Marcos José dos Santos.

## Territorio
La diocesi comprende 19 comuni dello stato brasiliano del Paraná: Cornélio Procópio, Assaí, Congonhinhas, Curiúva, Figueira, Jataizinho, Leópolis, Nova América da Colina, Nova Fátima, Nova Santa Bárbara, Rancho Alegre, Santa Cecília do Pavão, Santa Mariana, Santo Antônio do Paraíso, São Jerônimo da Serra, São Sebastião da Amoreira, Sapopema, Sertaneja e Uraí
Sede vescovile è la città di Cornélio Procópio, dove si trova la cattedrale di Cristo Re.
Il territorio si estende su una superficie di 6.586 km² ed è suddiviso in 25 parrocchie, raggruppate in 4 settori pastorali.

## Storia
La diocesi è stata eretta il 26 maggio 1973 con la bolla Votis et precibus di papa Paolo VI, ricavandone il territorio dalla diocesi di Jacarezinho.
Il 6 novembre 1978, con la lettera apostolica Cum Beata Maria, papa Giovanni Paolo II ha confermato la Beata Maria Vergine, venerata con il titolo del Cuore Immacolato, patrona principale della diocesi.

## Cronotassi dei vescovi
Si omettono i periodi di sede vacante non superiori ai 2 anni o non storicamente accertati.
- José Joaquim Gonçalves † (14 giugno 1973 - 28 marzo 1979 dimesso)
- Domingos Gabriel Wisniewski, C.M. † (19 aprile 1979 - 17 maggio 1983 nominato vescovo di Apucarana)
- Getúlio Teixeira Guimarães, S.V.D. † (26 marzo 1984 - 26 marzo 2014 ritirato)
- Manoel João Francisco (26 marzo 2014 - 22 giugno 2022 ritirato)
- Marcos José dos Santos, dal 22 giugno 2022

## Statistiche
La diocesi nel 2021 su una popolazione di 193.370 persone contava 139.950 battezzati, corrispondenti al 72,4% del totale.
| anno | popolazione | popolazione | popolazione | presbiteri | presbiteri | presbiteri | presbiteri                | diaconi | religiosi | religiosi | parrocchie |
| anno | battezzati  | totale      | %           | numero     | secolari   | regolari   | battezzati per presbitero | diaconi | uomini    | donne     | parrocchie |
| ---- | ----------- | ----------- | ----------- | ---------- | ---------- | ---------- | ------------------------- | ------- | --------- | --------- | ---------- |
| 1976 | 305.234     | 343.421     | 88,9        | 29         | 8          | 21         | 10.525                    |         | 27        | 51        | 21         |
| 1980 | 250.000     | 304.000     | 82,2        | 28         | 8          | 20         | 8.928                     | 1       | 20        | 54        | 21         |
| 1990 | 184.000     | 230.000     | 80,0        | 32         | 11         | 21         | 5.750                     | 1       | 23        | 37        | 22         |
| 1999 | 210.000     | 266.000     | 78,9        | 30         | 19         | 11         | 7.000                     |         | 22        | 33        | 24         |
| 2000 | 193.500     | 215.000     | 90,0        | 32         | 20         | 12         | 6.046                     |         | 16        | 32        | 25         |
| 2001 | 179.650     | 201.000     | 89,4        | 33         | 24         | 9          | 5.443                     |         | 21        | 32        | 25         |
| 2002 | 178.400     | 201.000     | 88,8        | 31         | 21         | 10         | 5.754                     |         | 21        | 34        | 25         |
| 2003 | 176.100     | 201.000     | 87,6        | 34         | 24         | 10         | 5.179                     |         | 22        | 35        | 25         |
| 2004 | 156.988     | 198.055     | 79,3        | 35         | 26         | 9          | 4.485                     |         | 21        | 33        | 25         |
| 2006 | 168.000     | 198.000     | 84,8        | 38         | 30         | 8          | 4.421                     |         | 20        | 30        | 25         |
| 2013 | 184.500     | 217.700     | 84,7        | 38         | 31         | 7          | 4.855                     |         | 19        | 20        | 25         |
| 2016 | 189.100     | 222.800     | 84,9        | 40         | 30         | 10         | 4.727                     |         | 14        | 17        | 25         |
| 2019 | 165.700     | 195.150     | 84,9        | 40         | 30         | 10         | 4.142                     |         | 15        | 15        | 25         |
| 2021 | 139.950     | 193.370     | 72,4        | 38         | 30         | 8          | 3.682                     |         | 14        | 13        | 25         |